# Chili aux Jeux olympiques d'hiver de 1956
Le Chili participe aux Jeux olympiques d'hiver de 1956, qui ont lieu à Cortina d'Ampezzo en Italie. Ce pays, représenté par quatre athlètes en ski alpin, prend part aux Jeux d'hiver pour la troisième fois de son histoire. Les athlètes ne remportent pas de médaille.

## Délégation
Le tableau suivant montre le nombre d'athlètes chiliens dans chaque discipline :
| Sport     | Hommes | Femmes | Total |
| --------- | ------ | ------ | ----- |
| Ski Alpin | 4      | 0      | 4     |
| Total     | 4      | 0      | 4     |

## Résultats

### Ski alpin
Homme
| Épreuve      | Nom               | Temps        | Rang |
| ------------ | ----------------- | ------------ | ---- |
| Descente     | Vicente Vera      | 4 min 25 s 4 | 41e  |
| Slalom géant | Vicente Vera      | 4 min 10 s 6 | 72e  |
| Slalom géant | Sergio Navarrete  | 4 min 20 s 3 | 78e  |
| Slalom géant | Arturo Hammersley | 4 min 20 s 4 | 79e  |
| Slalom       | Vicente Vera      | 287 s 7      | 44e  |
| Slalom       | Arturo Hammersley | 302 s 9      | 51e  |
| Slalom       | Sergio Navarrete  | DNF          | —    |

Hernan Oelckers n'a pas participé à aucune épreuve de ski alpin.